# Psophis
Psophis, grec classique Ψωφίς, est une ville de la Grèce antique, dans le Péloponnèse, au nord-ouest de l’Arcadie, au confluent de l’Érymanthe et de l’Aroanios.
Elle occupait une position très-forte sur une colline, défendue au nord par une haute montagne, bornée à l’ouest par le torrent d’Aroanios et à l’est par l’Érymanthe. Pendant la guerre des Alliés, elle fut l’alliée des Étoliens, fut prise par Philippe V et donnée en garde aux Achéens (219 av. J.-C.). 
On trouve encore de nos jours, près du village moderne de Tripotamo, des traces considérables du mur d’enceinte et des soubassements de temples de l’antique Psophis.

## Source
- « Psophis », dans Pierre Larousse, Grand dictionnaire universel du XIXe siècle, Paris, Administration du grand dictionnaire universel, 15 vol., 1863-1890 [détail des éditions].